# Épissure de fibres optiques
L’épissure est une jonction des deux extrémités de fibres optiques qui doit permettre le passage des signaux avec le minimum de pertes d’information. 

## Rôles des épissures
La réalisation d’épissures est nécessaire pour diverses raisons :
- Réaliser la jonction de câbles dans de longs parcours de câbles d'installations extérieures quand la longueur du parcours nécessite plus d'un câble.
- Réaliser des séparations, comme la connexion de câbles comportant 48 fibres à six câbles comportant 8 fibres allant à différents endroits.
- Terminer des fibres monomodes en y installant des terminaison spécifiques et adaptées aux utilisations (des pigtails).
- Réparer des fibres accidentellement cassées.

## Étapes de la réalisation
Plusieurs étape sont nécessaire pour réussir l'épissure de deux fibres optiques 
- Dénuder
- Nettoyer
- Cliver
- Souder
- Protéger
- Tester

### Préparation des fibres à souder
L’opérateur utilise une pince à dénuder spécifique, par exemple de diamètre 125 µm, pour dénuder 3 à 4 cm de chaque fibres puis réalise un nettoyage pour éliminer les éventuelles poussières. Il existe aussi des dénudeuses thermiques

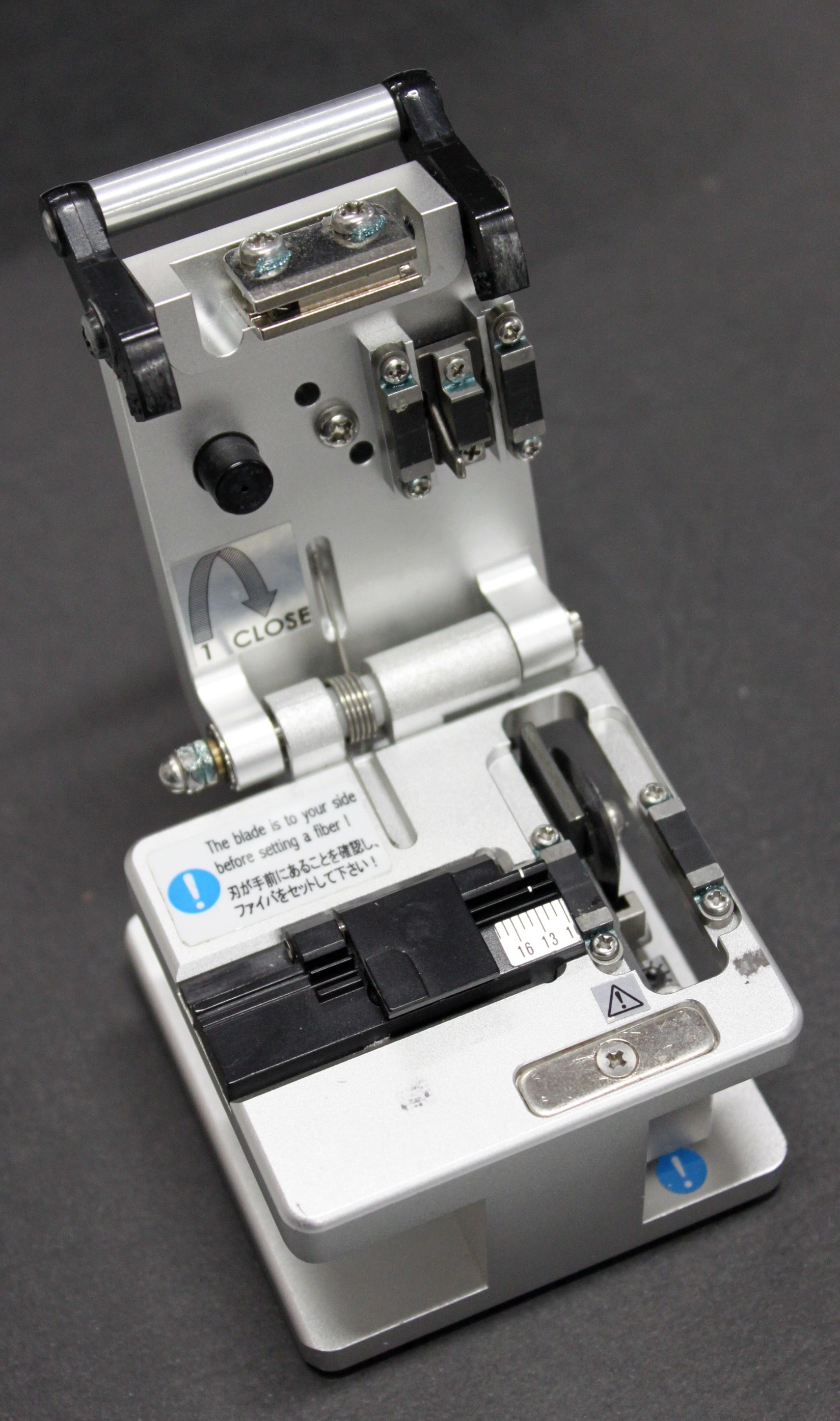
Cliveuse de fibres optiques

Une cliveuse permet de réaliser une coupure nette des deux fibres à souder. Certaines cliveuses sont équipées de lames en diamant

### Soudage des fibres
Un grand nombre de soudeuses de fibres optique utilisent la puissance fournie par un arc électrique et réalisent ainsi une épissure par fusion qui est le procédé le plus simple et surtout le plus efficace pour réaliser la jonction

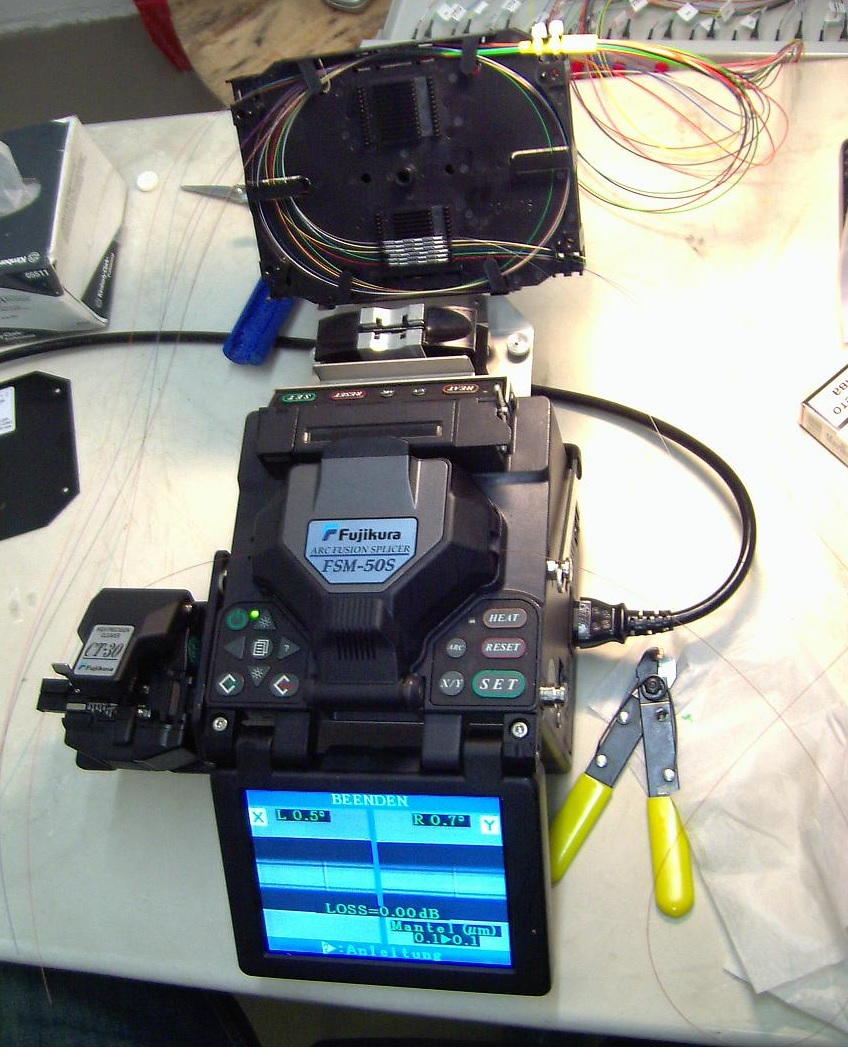
Soudeuse de fibres optiques

### Travaux de finition
Il est nécessaire de protéger cette jointure par une protection d’épissure aussi appelée smoove, visant à remplacer la gaine sur la partie de fibre dénudée. La protection de l’épissure peut être renforcée par une barre en métal pour rigidifier et protéger le raccordement.